# Walter Brack
Walter Brack (født 20. december 1880 i Berlin, død 19. juli 1919 smst.) var en tysk svømmer, som deltog i OL 1904 i St. Louis.
Brack fra Charlottenburger SV var tysk mester i 100 m rygcrawl i 1903 og 1904, og ved OL i St. Louis stillede han op i 100 yards rygcrawl samt 440 yards brystsvømning. I rygcrawlen deltog seks svømmere, tre fra Tyskland og tre fra USA. Tyskerne var overlegne og besatte de tre første pladser med Brack som første foran Georg Hoffmann, mens Georg Zacharias blev nummer tre. Også i brystsvømn8ngskonkurrencen bestod feltet udelukkende af amerikanere og tyskere, men her stillede blot fire svømmere til start: de tre medaljevindere fra rygcrawlen og én amerikaner. Her var Zacharias hurtigst og sejrede foran Brack, mens den enlige amerikaner, Jam Handy, blev nummer tre. Det var også meningen, at de tre tyske svømmere supplere med yderligere én skulle svømme 4×50 yards fri, men dette blev ikke til noget, da de amerikanske deltagere protesterede over, at tyskerne ikke kom fra én klub, da amerikanerne stillede med fire hold fra forskellige klubber. Dommerne gav amerikanerne medhold, så konkurrencen blev derfor en rent amerikansk begivenhed.
Brack var tilmeldt to discipliner ved legene fire år senere i London, men stillede ikke til start.